# Shibushi

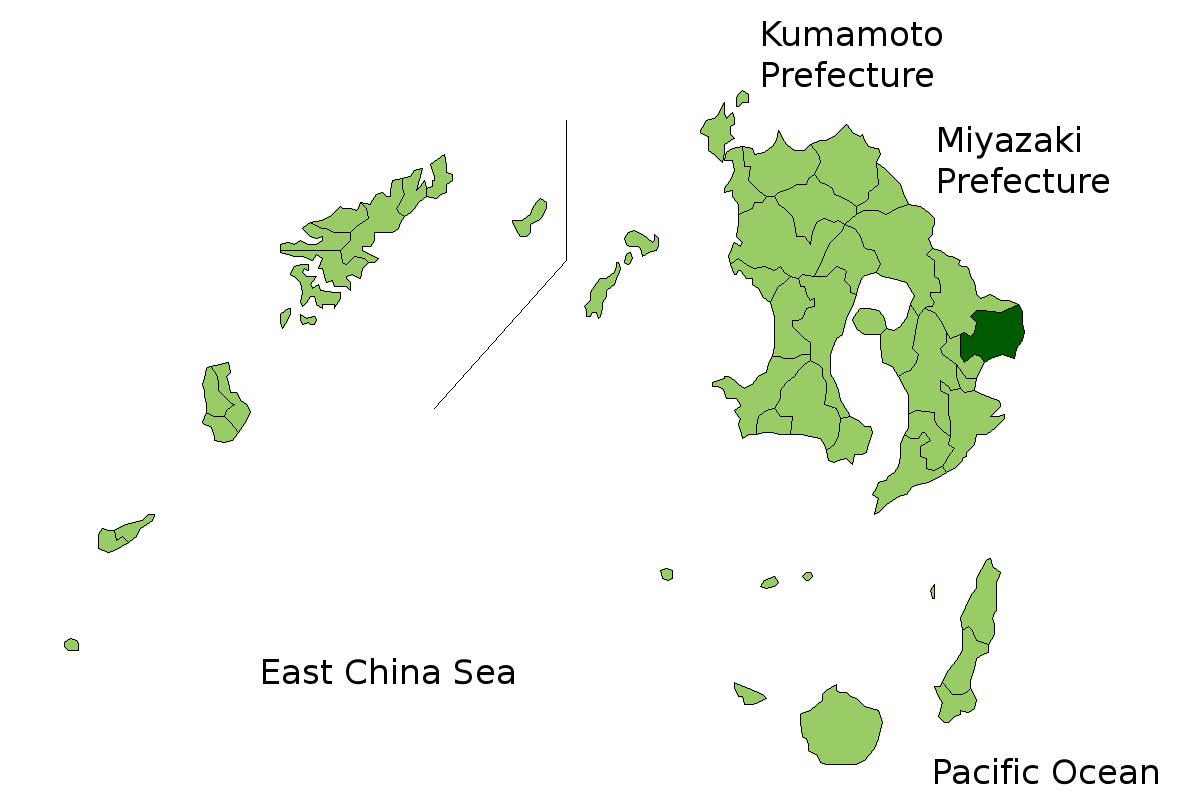

Shibushi (志布志市 Shibushi-shi?) este un municipiu din Japonia, prefectura Kagoshima.